# Сабинов
Сабинов (слч. Sabinov, мађ. Kisszeben) град је у Словачкој, који се налази у оквиру Прешовског краја, где је седиште истоименог округа Сабинов.

## Географија
Сабинов је смештен у северном делу државе. Главни град државе, Братислава, налази се 420 км југозападно, док су Кошице на 55 км удаљености ка југу.
Рељеф: Сабинов се развио у области Карпата, на 320 m надморске висине. Град се сместио у невеликој котлини испод планина Ниски Бескиди.
Клима: Клима у Сабинову је умерено континентална.
Воде: Град Сабинов развио на речици Ториси, у коју на месту града улива пар потока.

## Историја
Људска насеља на овом простору датирају још из праисторије. Насеље под овим именом први пут се спомиње 1248. г. као насеље са немачким живљем, а већ 1299. године добија градска права. Насеље је вековима био у саставу Угарске.
Крајем 1918. г. Сабинов је постао део новоосноване Чехословачке. У време комунизма град је нагло индустријализован, па је дошло до наглог повећања становништва. Насеље је 1964. г. добио градска права.

## Становништво
| Година:    | 1994.  | 2004.   | 2014.   | 2024.   |
| ---------- | ------ | ------- | ------- | ------- |
| Број људи: | 11 512 | 12 366  | 12 703  | 12 131  |
| Разлика:   |        | +7,41 % | +2,72 % | -4,50 % |

| Година:    | 2023.  | 2024.   |
| ---------- | ------ | ------- |
| Број људи: | 12 169 | 12 131  |
| Разлика:   |        | -0,31 % |

Данас Сабинов има око 12.000 становника и последњих година број становника опада.
Етнички састав: По попису из 2001. г. састав је следећи:
- Словаци - 92,6%,
- Русини - 6,4%,
- Чеси - 0,5%,
- Украјинци - 0,4%,
- остали.

Верски састав: По попису из 2001. г. састав је следећи:
- римокатолици - 74,1%,
- гркокатолици - 10,5%,
- атеисти - 5,5%,
- лутерани - 4,2%,
- православци - 1,5%,
- остали.

## Партнерски градови
- Сједлице

## Галерија
- Градска кућа
- Римокатоличка црква
- Гркокатоличка црква
- Средишња градска целина